# مارک رابرتز (خواننده)
مارک رابرتز (به انگلیسی: Marc Roberts) (زاده ۲۵ سپتامبر ۱۹۶۸) خواننده، ترانه‌سرا ایرلندی است.
او نماینده ایرلند در مسابقه آواز یوروویژن ۱۹۹۷ بود.